# Bir
Bir è il quinto album studio del gruppo heavy metal turco Mezarkabul, pubblicato nel 2002.

## Tracce
1. Tigris - 01:34
2. Bir - 04:07
3. Şeytan Bunun Neresinde - 03:01
4. Bu Alemi Gören Sensin - 06:38
5. Mezarkabul - 07:54
6. Sır - 05:07
7. Kam - 03:44
8. Ölümlü - 05:19
9. F.T.W.D.A.[3] - 08:15

## Formazione
- Murat İlkan - voce
- Hakan Utangaç - chitarra
- Metin Türkcan - chitarra
- Tarkan Gözübüyük - basso
- Cenk Ünnü - batteria